# Prix Grand-Duc Adolphe

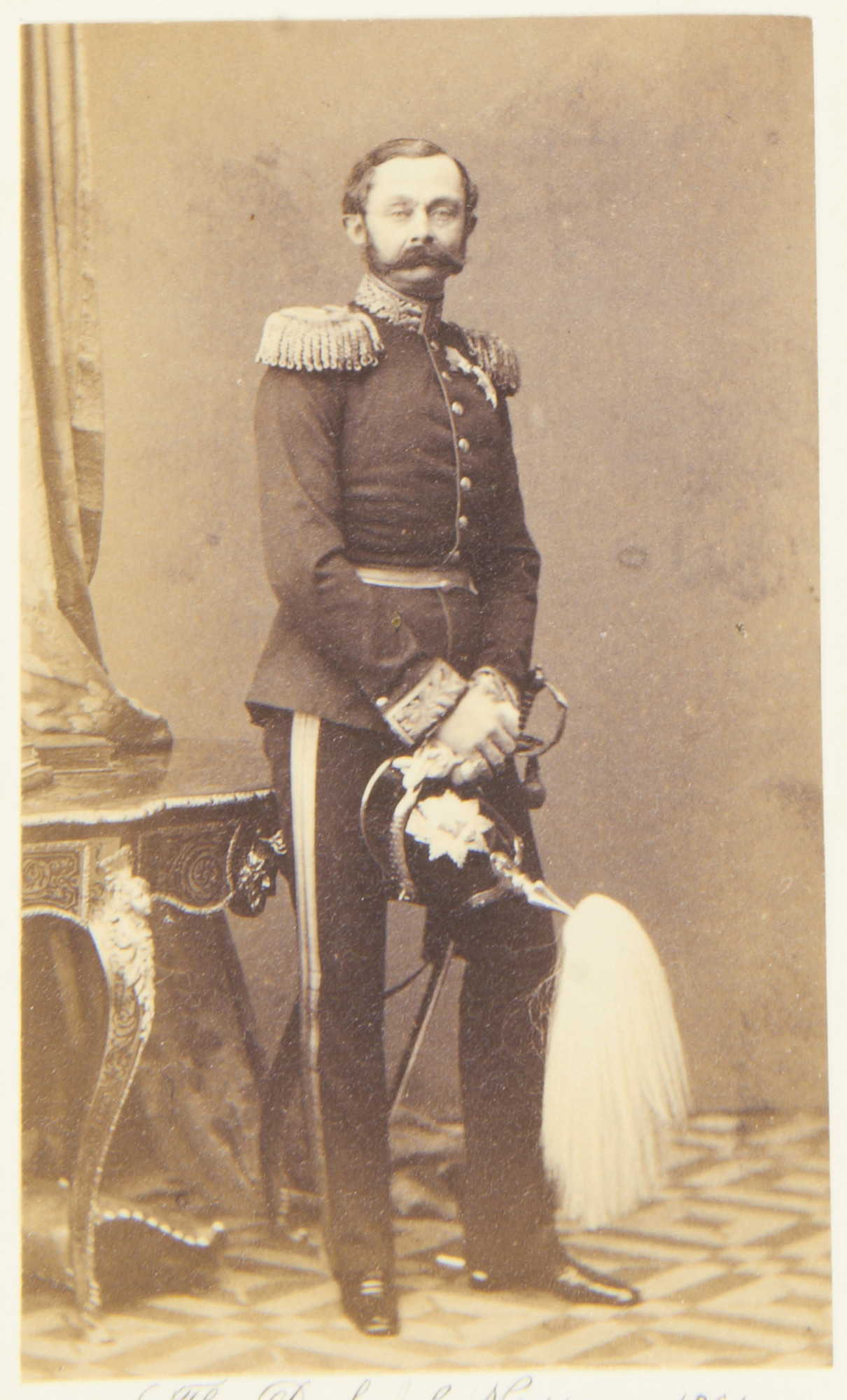
Photographie du grand-duc Adolphe de Luxembourgt

Le prix Grand-Duc Adolphe est une distinction artistique luxembourgeoise créée en 1902 par le Cercle artistique de Luxembourg et originellement décernée chaque année à un ou plusieurs créateurs.
Nommée et créé en hommage au grand-duc Adolphe de Luxembourg par la grande-duchesse Adélaïde-Marie d'Anhalt-Dessau (1833-1916), elle-même peintre, le prix est décerné traditionnellement dans le cadre du Salon artistique de la ville de Luxembourg.
Depuis 1995, le prix est désormais attribué tous les deux ans au début du mois de décembre ; il était doté en 1998 de 100 000 LUF (soit env. 2 479 €).
Les artistes sont invités à exposer entre une et trois œuvres.

## Récipiendaires
- 1902 : Jean Mich, statuaire
- 1903 : non décerné
- 1904 : Dominique Lang et Frantz Seimetz, peintres
- 1905 : Albert Breisch, orfèvre
- 1906 : Guido Oppenheim, peintre
- 1907 : Auguste van Werveke et Jean Curot, peintres
- 1908 : Joseph-Germain Strock, peintre
- 1909 : Jean-Baptiste Wercollier et Claus Cito, sculpteurs
- 1910 : Paul Wigreux, architecte
- 1911 : Pierre Blanc, peintre
- 1912 : non décerné
- 1913 : Angelina Drumaux, peintre, et Étienne Galowich, ferronnier
- 1914 : Nicolas Birnbaum et Pierre Kipgen, arts appliqués
- 1915 : André Thyes, peintre
- 1916 : Eugène Mousset, peintre
- 1917 : Jean-Pierre Koenig, architecte
- 1918 : Auguste Trémont, sculpteur
- 1919 : Dominique Lang, peintre
- 1920 : Frantz Heldenstein, sculpteur
- 1921 : non décerné
- 1922 : Jean-Pierre Beckius, peintre
- 1923 : Michel Haagen, sculpteur sur métal
- 1924 : Jean Schaack et Joseph Kutter, peintres
- 1925 : Eugène Kurth, peintre
- 1926 : Félix Corrent, peintre-graveur
- 1927 : Joseph Meyers, peintre
- 1928 : Albert Kratzenberg, sculpteur
- 1929 : Léon Nosbusch, sculpteur
- 1930 : Marcel Langsam (en), sculpteur sur métal
- 1931 : Jean-Pierre Lamboray, peintre
- 1932 : Albert Kratzenberg, sculpteur
- 1933 : Mathias Reckinger, peintre-sculpteur
- 1934 : non décerné
- 1935 : Aloyse Bové, architecte
- 1936 : Michel Stoffel (en), peintre
- 1937 : Simone Lutgen, sculptrice
- 1938 : Félix Glatz, professeur d'art
- 1939-1945 : non décerné
- 1946 : Will Kesseler (en), peintre
- 1947 : Frantz Kinnen, peintre
- 1948 : Aurelio Sabatini, sculpteur
- 1949 : non décerné
- 1950 : Will Kesseler et Frantz Kinnen
- 1951 : Edmond Goergen, peintre
- 1952 : Charlotte Engels, sculptrice
- 1953 : Coryse Kieffer, peintre
- 1954 : Jean-Pierre Calteux et Henri Dillenburg, peintres
- 1955 : non décerné
- 1956 : Frantz Kinnen et Charles Kohl, sculpteur
- 1957 : Émile Hulten, sculpteur
- 1958 : Will Dahlem et Jean-Pierre Junius, peintres
- 1959 : Emile Kirscht (en) et Alphonse Nies, peintres
- 1960 : Roger Bertemes et Jean-Pierre Thilmany, peintres
- 1961 : non décerné
- 1962 : Ben Heyart, peintre et Charles Kohl, sculpteur
- 1963 : Yola Mersch-Reding, peintre
- 1964 : Marie-Thérèse Juchem-Kolbach et Roger Koemptgen, peintres
- 1965 : Alfred Steinmetzer, peintre
- 1966 : non décerné
- 1967 : Jean Leyder, peintre
- 1969 : Roger Kieffer, Paul Reichling et Joseph Grosbusch, peintres
- 1970 : Michel Breithoff et Gust Graas, peintres
- 1971 : Roger Dornseiffer, Arthur Unger et Édouard-Marie Weber, peintres
- 1972 : Roger Roemer, peintre
- 1973 : Fernande Klein et Joseph Welter, céramistes
- 1974 : non décerné
- 1975 : Henri Kraus, peintre
- 1976 : Ota Nalezinek, peintre
- 1977 : Fränz Hulten, peintre
- 1978 : Nnon décerné
- 1979 : Gérard Claude, aquarelliste
- 1980 : Sylvie-Anne Thyes, graveur
- 1981 : Albert Haas, sculpteur
- 1982 : Charles Reinertz, peintre
- 1983 : Andrée Wirion, arts appliqués
- 1984 : Ferd Medinger et Paul Roettgers, peintres
- 1985-1986 : non décerné
- 1987 : Marc Frising, graveur
- 1988 : non décerné
- 1989 : Annette Weiwers-Probst, peintre
- 1990 : Jeannot Lunkes, peintre
- 1991 : non décerné
- 1992 : Marie-Josée Kerschen, sculptrice
- 1993-1994 : non décerné
- 1995 : Patricia Lippert, peintre
- 1997 : Jeannot Bewing, sculpteur
- 1999 : Anna Recker, peintre
- 2001 : Isabelle Lutz, peintre
- 2003 : Sonja Roef, peintre-sculptrice
- 2005 : Luc Ewen, photographe
- 2007 : Miikka Heinonen, photographe
- 2009 : Dani Neumann, peintre
- 2013 : Carine Kraus, peintre